# Diana Lebacs
Diana Lebacs, née le 12 septembre 1947 à Willemstad et morte le 11 juillet 2022, est une  autrice de Curaçao. Elle écrit en papiamento et en néerlandais, surtout de la littérature pour la jeunesse, mais aussi des romans pour adultes, de la poésie et du théâtre. En 1976, elle reçoit le prix Silver Stylus (nl), l'une des plus hautes distinctions néerlandaises pour la littérature jeunesse, pour son livre Nancho van Bonaire. En 2003, elle remporte le prix Prins Bernhard Cultuurfonds Caribisch Gebied pour son livre Caimin's geheim et en 2007, elle est honorée en tant que Chevalier de l'Ordre d'Orange-Nassau. Diana Lebacs est aussi chanteuse et actrice.

## Biographie

### Enfance et formation
Diana Melinda Lebacs est née le 12 septembre 1947 dans le quartier Chere Asile de Willemstad dans la colonie néerlandaise alors connue sous le nom de Territoire de Curaçao. L'année suivant sa naissance, le pays devient les Antilles néerlandaises, un État constitutif du Royaume des Pays-Bas. Sa mère, Esther Amalia Doelwijt, est originaire du Suriname et parle le sranan tongo, ayant déménagé à Curaçao à l'âge de dix-huit ans. Son père, Willem Mertjo Lebacs, est douanier, mais aussi charpentier et sculpteur sur bois. La langue de communication familiale est le néerlandais mais Diana Lebacs parle papiamento avec sa grand-mère,,.
Après avoir terminé ses études primaires à l'école Philomena , elle fréquente le lycée María Immaculata pour ses études secondaires. Après le lycée, elle suit une formation d'enseignante. Elle obtient son diplôme de maîtrise en éducation en langue et lettres à l'Université de Curaçao. Pendant ce temps, (1960–1961). Elle commence à écrire des romans pour adolescentes et chante dans un groupe, Teenage Shadows, de 1963 à 1966. En 1966, elle est diplômée de l'Académie pédagogique de Willemstad  et c'est une pièce qu'elle a écrite, Regels voor ezels (Règles pour les ânes), qui est jouée lors de la cérémonie d'ouverture. L'année suivante, elle épouse Pacheco Domacassé, le dirigeant de Teenage Shadows. Ils auront par la suite deux enfants,.

## Carrière
Diana Lebacs commence sa carrière sur la scène du théâtre avec Ondine de Jean Giraudoux en 1966. Elle joue ensuite dans de nombreuses pièces, dont Opus 1 et Tula de Pacheso Domacassé, avec une mise en scène du belge Tone Brulin (en). Plus tard, elle jouera encore des rôles principaux dans des pièces comme Een dag uit de dood van verdomde Lowietje et E Mama Lalakuna.
En août 1968, peu après le décès de sa mère, Diana Lebacs et son mari font une tournée de six mois en Europe occidentale. Au cours de ce voyage, elle commence à écrire un roman, Sherry—het begin van een begin (Sherry—le début d'un début), l'histoire du passage à l'âge adulte d'une fille antillaise, sur fond de développement socio-économique des îles et des grèves qui accompagnent les soulèvements anticoloniaux à Curaçao en 1969. Le livre est publié en 1970  par les Editions Leopold (nl) à La Haye. C'est le premier livre pour la jeunesse de Curaçao, écrit par une autrice locale sur des thèmes locaux. Selon son ami Jeroen Heuvel, il est en grande partie autobiographique.
Elle s'inscrit alors à un cours de papiamento pour mieux comprendre la lingua franca de son pays natal et pouvoir publier des contes dans la langue parlée par les enfants des Antilles néerlandaises. D'après Jeroen Heuvel, elle écrit pour deux publics. En néerlandais pour "laver les oreilles néerlandaises" et pour leur tenir un miroir et en papiamento pour que les habitants soient fiers de leur île et de leur langue,.
En 1971, Sherry est créé au théâtre. Toujours en 1973, Diana Lebacs écrit une pièce de théâtre pour la jeunesse, la première écrite en papiamento depuis plus de vingt-cinq ans, Buchi Wan pia fini (La jambe maigre de Buchi Wan). La pièce, mise en scène par Pacheco Domacassé, est une critique des systèmes éducatifs européens et permet des échanges en direct entre les acteurs et le public. La pièce est présentée plusieurs fois à Aruba, Bonaire et Curaçao  et elle est publiée en 1974.
Nancho van Bonaire, publié en 1975 est le premier d'une série de quatre romans très connus. Il remporte le prix Zilveren Griffel (nl) en 1976, c'est la première fois que ce prix est décerné à un auteur non européen,.
Diana Lebacs continue à travailler sur plusieurs fronts simultanément tout au long des années 1980 et 1990. Elle publie des fictions pour enfants en néerlandais et en papiamento, des manuels pédagogiques pour les élèves du primaire, développe des programmes télévisés sur l'histoire de la colonisation espagnole et néerlandaise de Curaçao, et joue dans deux films, Famia kibrá et Boka Sarantonio (Sarantonio Bay). Elle participe aussi aux projets de communauté comme des foires de livres, des ateliers pour mettre fin à la violence contre les femmes et des programmes pour protéger l'environnement, et fait partie du jury du festival Tumba, le plus grand événement culturel de l'île. Elle traduit également des livres et du théâtre.
En 1983, Suikerriet Rosy est l'histoire d'une servante qui vient à Curaçao comme travailleuse immigrée et contient une analyse approfondie de la relation entre les îles des Caraïbes anglaises et Curaçao, relativement prospère.
En 1994, Diana Lebacs publie son premier roman pour adultes, De langste maand (Le mois le plus long), qui analyse les disparités entre les valeurs locales traditionnelles et les attentes occidentalisées, et montre la jungle de la toxicomanie et du chômage à Curaçao.
En 2003, elle remporte le prix Prins Bernhard Cultuurfonds Caribisch Gebied pour son livre Caimin's geheim (Caimin's Secret) et, en 2007 est nommée Chevalière de l'Ordre d'Orange-Nassau.
Toujours en 2007, elle obtient un baccalauréat de papiamento à l'Université de Curaçao (en) puis une maîtrise en 2011. Par la suite, elle donne des cours de papiamento à l'université pour les étudiants débutants.
En 2007, elle joue un rôle dans la pièce de théâtre, Les Monologues du vagin.
En 2014, Diana Lebacs publie son premier recueil de poésie, Belumbe/De Waterlijn (The Waterline).

### Fin de vie
Diana Lebacs décède d'un cancer du pancréas le 11 juillet 2022, le jour où son dernier roman est prêt chez l'imprimeur, à l'âge de 74 ans,.

## Distinctions
- 2003 : Prix Prins Bernhard Cultuurfonds Caribisch Gebied pour Caimin's geheim[10]
- 2007 : Chevalière de l'Ordre d'Orange-Nassau[12]
- 2012 :  Prix littéraire Tapushi di Oro (nl)[12]

## Publications (sélection)
- (nl) Sherry: het begin van een begin, The Hague, The Netherlands, Leopold, 1971 (ISBN 90-258-3937-1)
- (nl) Nancho van Bonaire, The Hague, The Netherlands, Leopold, 1975 (OCLC 252457187)
- (pap) Chinina-kome-Lubida, Curaçao, Montero, 1976 (OCLC 69338550)
- (pap) Ken-ken pia di wesu, Curaçao, Montero, 1977 (OCLC 66361746)
- (nl) Nancho Matroos, The Hague, The Netherlands, Leopold, 1977 (ISBN 978-9-025-83943-7)
- (nl) Nancho Niemand, The Hague, The Netherlands, Leopold, 1979 (ISBN 978-9-025-83920-8)
- (nl) Nancho Kapitein, The Hague, The Netherlands, Leopold, 1982 (ISBN 978-9-025-83928-4)
- (nl) Suikerriet Rosy, The Hague, The Netherlands, Leopold, 1983 (ISBN 978-9-025-83930-7)
- (nl) Lichten boven Klein Bonaire, The Hague, The Netherlands, Leopold, 1990 (ISBN 978-9-025-83959-8)
- (nl) De langste maand, Amsterdam, The Netherlands, In de Knipscheer, 1994 (ISBN 978-9-062-65388-1)
- (nl) Caimin's geheim, The Hague, The Netherlands, Leopold, 2001 (ISBN 978-9-025-83488-3)
- (nl + pap) Waar is Olivier?/Unda Olivier ta?, Willemstad, Curaçao, Fundashon Editorial Sembra Buki, 2009 (ISBN 978-9-990-41181-2)
- (nl + pap) Belumbe/De waterlijn, Haarlem, The Netherlands, 1st, 2014 (ISBN 978-90-6265-861-9)
- (nl) Duizend leugens bruidstaart: roman, Haarlem, The Netherlands, Eerste uitgave, 2016 (ISBN 978-90-6265-924-1)